# جبهة حرية أفغانستان
جبهة حرية أفغانستان (AFF) هي جماعة مسلحة مناهضة لطالبان تعمل في أفغانستان. تتعاون الجماعة مع جبهة المقاومة الوطنية (NRF) في عمليات ضد طالبان في بعض أجزاء أفغانستان.
وبحسب ما ورد، حاولت الجماعة تجنيد ومساندة مقاتلين مؤيدين لجبهة المقاومة في أجزاء مختلفة من البلاد، مما يضع في المنظور أن نداء الجماعات المشترك أكثر شعبية بين الطاجيك والمجموعات المؤيدة للجمعية الإسلامية.